# 袁斉嬀
袁 斉嬀（えん せいき）は、南朝宋の文帝劉義隆の皇后。本貫は陳郡陽夏県。

## 経歴
袁湛の娘として生まれた。母の王氏は正妻ではなく、関係は不明であるが、卑賤の出であったという。6歲まで、袁斉嬀は父から認可されない。
宜都王劉義隆にとつぎ、宜都王妃に立てられた。劉劭と東陽献公主劉英娥を産んだ。元嘉元年（424年）9月、皇后に立てられた。
皇后は頻繁に袁氏一族への賞賜を求めた。文帝は節倹を重視し、每回の賞賜は数万銭だけであった。潘淑妃が文帝の寵愛を受けるようになると、皇后は淑妃に頼んで袁氏一族に30万銭の大金を求め、翌日にはそれを得ることができた。そのことから皇后は潘淑妃を嫉妬し恨むようになり、病と称して文帝に会うのを避けるようになった。始興王劉濬ら諸庶子が見舞いに訪れても面会に応じなかった。元嘉17年（440年）7月、病が重くなり、顕陽殿で崩御した。享年は36。諡は元皇后といった。9月、長寧陵に葬られた。

## 伝記資料
- 『宋書』巻41 列伝第1
- 『南史』巻11 列伝第1